# 聖フィデス
聖フィデス（ラテン語：Sancta Fides）、または聖フォワ（フランス語：Sainte-Foy、? - 303年）は、ローマ帝国のキリスト教徒の少女で殉教者。カトリック教会・聖公会の聖人。10歳または12歳で殉教したといわれる。祝日は10月6日。巡礼者、囚人、兵士の守護聖人。表象は焼き網、剣、棒など。

## 概要
フィデスはガリアの都市アジャンの貴族もしくは役人の娘として生まれた。当時ローマ帝国ではキリスト教は弾圧されていたが、彼女は乳母に教えられキリスト教徒となった。フィデスは家のパンをエプロンに忍ばせて貧しい人々に配っていた。ある日、父に見つかりエプロンの中身を詰問されたが、神に祈り「お花よ」と答えると、パンは紅色の花に変わっていた。
ローマ総督はフィデスを尋問し、その信仰が固いことを知ると、鉄製の火焙り器に彼女を裸で寝かせ、火を入れた。そのとき天使（または鳩）が舞い降り、羽ばたいて火を消し、彼女に冠と絹衣を授けた。総督はフィデスを斬首刑に処し、彼女は殉教した。5世紀頃、その墓の上に小さな教会が建てられた。
886年、コンクの修道士がフィデスの聖遺物をアジャンから持ち出し、自分の教会に安置した。それ以来コンクでは、囚人や病人が救われるなどの奇跡が次々と起こり、巡礼者が絶えなくなった。フィデスは巡礼者にいたずら（「聖女の戯れ」）をすることもあったが、これは他の聖人には見られない性格である。また彼女は大変なお洒落好きで、夢に現われ宝飾品を祭壇に捧げることを要求した。一方で、教会の財産を奪おうとする者には厳しく罰を下した。